# Samuel Pizzetti
Samuel Pizzetti (Codogno, 16 de octubre de 1986) es un deportista italiano que compitió en natación, especialista en el estilo libre.
Ganó cinco medallas en el Campeonato Europeo de Natación entre los años 2008 y 2012, y una medalla de bronce en el Campeonato Europeo de Natación en Piscina Corta de 2008.

## Palmarés internacional
| Campeonato Europeo                  | Campeonato Europeo       | Campeonato Europeo | Campeonato Europeo |
| Año                                 | Lugar                    | Medalla            | Prueba             |
| ----------------------------------- | ------------------------ | ------------------ | ------------------ |
| 2008                                | Eindhoven (Países Bajos) | Medalla de plata   | 800 m libre        |
| 2010                                | Budapest (Hungría)       | Medalla de bronce  | 800 m libre        |
| 2010                                | Budapest (Hungría)       | Medalla de bronce  | 1500 m libre       |
| 2012                                | Debrecen (Hungría)       | Medalla de plata   | 4 × 200 m libre    |
| 2012                                | Debrecen (Hungría)       | Medalla de bronce  | 400 m libre        |
| Campeonato Europeo en Piscina Corta |                          |                    |                    |
| Año                                 | Lugar                    | Medalla            | Prueba             |
| 2008                                | Rijeka (Croacia)         | Medalla de bronce  | 1500 m libre       |